# Punta dels Ginebres
La Punta dels Ginebres és una muntanya de 293 metres que es troba entre els municipis de Flix, a la comarca de la Ribera d'Ebre, i de Maials, a la comarca catalana del Segrià.